# Српска православна црква Арханђела Гаврила у Бочару
Православна црква у Бочару подигнута је 1814. године у центру насеља, на вероватно природном малом узвишењу, чија је порта у прошлим временима била ограђена оградом од опеке од које се данас препознају само фрагменти.
Црква је једнобродна грађевина са петостраном олтарском апсидом, издуженим простором наоса и двоспратним звоником изнад западног улаза. Складном фасадном декорацијом анонимни градитељ је постигао утисак репрезентативности. У дубоким касетираним нишама, налик на шкољке, смештени су прозорски отвори који, у комбинацији са плитким пиластрима завршеним испупченим капителима, наглашавају вертикалну поделу. Равнотежа је постигнута богато профилисаним кровним венцем и широком траком испод њега, украшеном орнаментима у виду меандра.
Западним прочељем доминира главни портал са тимпаноном на врху изнад кога се уздиже звоник, знатно нижи него код барокно конципираних црквених грађевина, украшен угаоним пиластрима са јонским капителима и покривен пирамидалном капом. Међутим, првобитна барокна капа звоника је у давној прошлости уништена при удару грома, па је замењена капом данашњег изгледа. Црква је засведена бачвастим сводовима који се ослањају на лукове.
Иконостас, сликарски и дрворезбарски рад настао је у другој половини XVIII века, на шта указују стилске карактеристике барокно-рокајних обрађених и позлаћених оквира икона и сликарских радова на којима се уочавају особине “прелазног стила”. Аутори су непознати, као и година израде. Познато је да је иконостас припадао српској православној цркви у Врањеву, одакле је као стари купљен 1826. године и пренесен у Бочар. Постоје разлози за претпоставку да је овај иконостас дело старијих бечкеречких сликара Поповића, Димитрија и Теодора. Црква није изнутра осликана, али је могуће да је била у некој ранијој фази.
Конзерваторско-рестаураторски радови на цркви обављени су у периоду 2006-2007. године по пројекту Завода.

## Галерија
- Иконостас
- Крунисање Богородице
- Сунчани сат у ниши јужном зида
- Западна фасада